# Попов, Василий Алексеевич (купец)
Васи́лий Алексе́евич Попо́в (1767, Архангельск — после 1848 года) — архангельский купец и общественный деятель, кораблестроитель, архангельский городской голова в 1805—1808 годах.
Купец 1-й гильдии, именитый гражданин, коммерции советник (1836).

## Биография
Василий Попов родился в Архангельске Архангельской губернии в семье купца 1-й гильдии и кораблестроителя, городского головы Алексея Ивановича Попова. Получил образование, став судопромышленником и судостроителем-конструктором, специалистом по аварийно-судоподъёмному делу.
В 1784 году Василий получил от отца в управление Быковскую корабельную верфь, выкупленную в собственность у Крыловых. Под руководством Попова на этой верфи было построено около 200 малых транспортных судов и 10 канонерских лодок по казенным подрядам. Был принят в купечество 1-й гильдии.
Попов имел 26 собственных судов, на которых вёл успешную внешнюю торговлю. В 1802 году посетил Великобританию, Голландию и Гамбург.
В 1799—1802 годах занимал пост бургомистра Архангельского городового магистрата, а в 1802—1805 годах избирался гласным от 1-й части города в городской думе. Некоторое время также был норвежским консулом в Архангельске.
Как и его отец, Василий Попов активно содействовал строительству и дальнейшей деятельности каменной Церкви Благовещения Пресвятой Богородицы в Архангельске. Так, случившееся в 1805 году увеличение состава причта церкви (два священника, диакон и два причетника) произошло вследствие личной просьбы Василия Алексеевича, видевшего в этом необходимость для поминовения своего отца Алексея Попова, бывшего одним из главных жертвователей средств на строительство церкви. Однако епархиальное начальство дало свое согласие на такое увеличение состава причта, лишь с обязательством выделения из личных средств просящего 150 рублей ежегодно на обоих священников и церковнослужителей с дальнейшим возможным увеличением расходов. И вплоть до 1819 года Василий Попов исправно осуществлял эти выплаты.
В 1805 году совместно с родным братом Иваном учредил торговый дом «Алексей Попов с сыновьями», однако уже в 1809 году братья разделили своё предприятие.
В 1805 году Попов был избран архангельским городским головой и занимал эту должность в течение одного трехлетия. Согласно городовому положению от 21 апреля 1785 года, он также возглавлял общую городскую думу и её исполнительный орган — шестигласную думу.
С 1809 года, в период континентальной блокады Великобритании, в Архангельск впервые стали прибывать иностранные корабли, на которых доставлялся сахарный песок. Тогда по просьбе городских властей, Василий Попов, совместно с купцами Афанасием Амосовым и Вильгельмом Брандтом построил шесть сахарных заводов, потратив до миллиона рублей. Компаньоны стали производить около 120 тысяч пудов сахара, который продавался в Архангельской и соседних губерниях, на Макарьевской и Ирбитской ярмарках. К этому времени Василий Попов имел четыре жилых дома и четыре завода: два сахарных, канатный и суконный.
В 1808 и 1809 годах, по рекомендации бывшего министра коммерции графа Н. П. Румянцева, Василий Попов на своих кораблях лично экспортировал хлеб в Норвегию.
В конце жизни купец Василий Попов разорился, взяв крупный кредит на поставку хлеба. Объявил себя банкротом, после чего в 1818 году ликвидировал торговый дом и уехал в Санкт-Петербург, сохранив членство в купечестве 1-й гильдии.
Имел звание именитого гражданина, в 1836 году стал коммерции-советником. В 1848 году по инициативе Попова был создан Архангельский городской общественный банк.
Судьба Василия Алексеевича Попова после 1848 года неизвестна, как и место его смерти и захоронения.
В честь купца Василия Попова, снарядившего вместе с С. И. Лапиным судно «Андреян и Наталья», назван остров в заливе Аляска (остров Попова у острова Кадьяк, 57°47′ с.ш., 152°19′ з.д.,).

## Семья
- Отец — Алексей Иванович Попов (1743—1805) — архангельский купец и кораблестроитель, создатель торгового дома «Алексей Попов с сыновьями», городской голова в 1785—1790 годах[4][5].